# Брати Руссо
Ентоні Руссо (англ. Anthony Russo) і Джо Руссо (англ. Joe Russo) — американські режисери кіно і телебачення.
Брати знімають більшість своїх робіт переважно разом, також іноді як продюсери, сценаристи, актори та монтажери. Разом виграли «Еммі» за свою роботу над комедійним серіалом «Уповільнений розвиток».

## Життєпис
Ентоні Руссо народився 3 лютого 1970 року. Джо Руссо народився 18 липня 1971 року. Брати виросли в Клівленді, Огайо і вступили до Бенедиктинської середньої школи. Вони були випускниками Західного резервного університету Кейза коли вони почали знімати свій перший повнометражний фільм «Pieces». Вони профінансували його за допомогою кредитних карток. Після перегляду їхнього фільму на кінофестивалі, Стівен Содерберг запропонував дуету спродюсувати їх наступний фільм, разом з Джорджем Клуні. Цим фільмом стала кримінальна комедія «Ласкаво просимо в Коллінвуд», з Вільямом Х. Мейсі, Семом Рокуеллом і Клуні в головних ролях.
Виконавчий продюсер телеканалу FX Кевін Райлі найняв братів щоб зняти пілотний епізод серіалу «Lucky», бо йому сподобалася їхня робота над «Коллінвуд». Рон Говард був фанатом пілота, і він посприяв у допомозі найняти їх на знімання пілотного епізоду серіалу каналу Fox «Уповільнений розвиток». Брати виграли премію «Еммі» за їх роботу над епізодом.
У 2006 році Руссо повернулися в кіно, знявши комедію з Оуеном Вілсоном у головній ролі під назвою «Він, я і його друзі». У світовому прокаті фільм зібрав $140 000 000. Вони були виконавчими продюсерами і режисерами перших декількох сезонів серіалу каналу NBC «Спільнота» та серіалу каналу ABC «Щасливий кінець».
У липні 2013 року брати закінчили виробництво над фільмом «Перший месник: Друга війна», супергеройського сиквела для Marvel Studios, фільм вийшов 4 квітня 2014 року.
Руссо посилаються на ситкоми «Польовий шпиталь», «Таксі» і «Весела компанія» як на свої джерела натхнення. Їх молодша сестра, Анджела Руссо-Остот, також працює на телебаченні, працюючи сценаристом і продюсером серіалів «V» і «Довірся мені».
У січні 2014 брати підписалися на повернення до знімання третього фільму про «Першого месника» під назвою «Перший месник: Протистояння», підтвердивши це в березні 2014 року. Фільм вийшов в прокат 6 травня 2016 року.
У травні 2014 року їхня оголосили сценаристами і режисерами фільму «Сіра людина».
23 березня 2015 року було оголошено, що брати Руссо знімуть дві частини «Месників: Війни нескінченності», які заплановані на 2018 і 2019 роки.

## Фільмографія

### Фільми
| Рік  | Назва                         | Режисери | Продюсери | Сценаристи |
| ---- | ----------------------------- | -------- | --------- | ---------- |
| 1997 | Pieces                        | Так      | Так       | Так        |
| 2002 | Ласкаво просимо до Коллінвуду | Так      | Ні        | Так        |
| 2006 | Він, я і його друзі           | Так      | Ні        | Ні         |
| 2014 | Перший месник: Друга війна    | Так      | Ні        | Ні         |
| 2016 | Перший месник: Протистояння   | Так      | Ні        | Ні         |
| 2018 | Месники: Війна нескінченності | Так      | Ні        | Ні         |
| 2019 | Месники: Завершення           | Так      | Ні        | Ні         |
| 2020 | Евакуація                     | Ні       | Так       | лише Джо   |
| 2021 | Загублене серце               | Так      | Так       | Ні         |
| 2022 | Сіра людина                   | Так      | Так       | Так        |
| 2023 | Евакуація 2                   | Ні       | Так       | лише Джо   |
| 2025 | Електричний штат              | Так      | Так       | Ні         |
| 2026 | Месники: Судний день          | Так      | Так       | Ні         |
| 2027 | Месники: Секретні війни       | Так      | Так       | Ні         |

Лише продюсери
- 21 міст (2019)
- Мосул[en] (2019)
- Все завжди і водночас (2022)

### Телебачення
| Рік        | Назва                 | Режисер(и) | Виконавчі продюсери | Епізод(и) |
| ---------- | --------------------- | ---------- | ------------------- | --- |
| 2003       | Щасливчик             | Так        | Ні                  | "Pilot", "Up the Streaks" |
| 2003– 2005 | Уповільнений розвиток | Так        | Ні                  | 14 Разом: "Pilot" Ентоні: "Top Banana", "Key Decisions", "The Immaculate Election", "Spring Breakout" Джо: "Bringing Up Buster", "In God We Trust", "Pier Pressure", "Marta Complex", "Shock and Aww", "Missing Kitty", "Hand to God", "Motherboy XXX", "Meat the Veals" |
| 2004–2005  | LAX                   | Так        | Так                 | 7 Разом: "Pilot" Ентоні: "The Longest Day", "The Pictures to Prove It", "Mixed Signals" Джо: "Finnegan Again, Begin Again", "Thanksgiving", "Senator's Daughter" |
| 2006       | А як же Брайан?       | Так        | Ні                  | "Pilot" |
| 2007–2008  | Автолюбителі          | Так        | Так                 | 11 Разом: "Pilot" Ентоні: "The Code", "Wheel of Fortune", "The Recital" Джо: "Laird of the Rings", "What Would You Do?", "Down for the Count", "A Divorce to Remember", "The Seminar", "The Handsomest Man", "Lost in America" |
| 2009–2014  | Спільнота             | Так        | Так                 | 34 Разом: "Pilot" Ентоні: "Introduction to Film", "Social Psychology", "Home Economics", "The Politics of Human Sexuality", "Physical Education", "Beginner Pottery", "The Psychology of Letting Go", "Basic Rocket Science", "Asian Population Studies", "Custody Law and Eastern European Diplomacy", "Biology 101", "Competitive Ecology", "Foosball and Nocturnal Vigilantism" Джо: "Spanish 101", "Advanced Criminal Law", "Football, Feminism and You", "Debate 109", "Investigative Journalism", "Romantic Expressionism", "Pascal's Triangle Revisited", "Anthropology 101", "Accounting for Lawyers", "Cooperative Calligraphy", "Advanced Dungeons & Dragons", "Intermediate Documentary Filmmaking", "Competitive Wine Tasting", "A Fistful of Paintballs", "For a Few Paintballs More", "Geography of Global Conflict", "Advanced Gay", "Documentary Filmmaking: Redux", "Geothermal Escapism", "Advanced Advanced Dungeons & Dragons" |
| 2010       | Running Wilde         | Так        | Так                 | "Pilot" |
| 2011–2012  | Щасливий кінець       | Так        | Так                 | 7 Разом: "Pilot" Ентоні: "Barefoot Pedaler", "Blax, Snake, Home", "Secrets and Limos" Джо: "Bo Fight", "Yesandwitch", "The St. Valentine's Day Massacre" |
| 2011–2012  | Безсонні ночі         | Джо        | Ні                  | 3 "Cool Neighbors", "Working Late and Working It", "Day After Valentine's Day" |
| 2012       | Ветеринарна клініка   | Так        | Так                 | 3 Разом: "Pilot" Ентоні: "Clean-Smelling Pirate" Джо: "Ralphie" |
| 2015       | Агент Картер          | Джо        | Ні                  | "Bridge and Tunnel" |
| 2023       | Цитадель              | Джо        | Так                 | 2-й сезон |

Лише виконавчі продюсери
- Академія смерті[en] (2019)
- Небезпечний світ комедії Ларрі Чарльза[en] (2019)
- Ззовні (2022)